# Willem Procurator
Willem Procurator (in de buurt van Spaarnwoude, rond 1295 - Egmond-Binnen, kort na 1332) was een Nederlands geestelijke en kronikeur. 
Willem Procurator ging naar school in Spaarnwoude. Hij werd kapelaan bij de heren van Brederode. Na een ernstige ziekte werd hij rond 1324 opgenomen in de abdij van Egmond. 
Daar werkte hij aan zijn Kroniek. Deze begint in het jaar 1168. In het eerste deel van zijn werk volgt Willem Procurator in grote lijnen de tekst van de Annalen van Egmond. De Kroniek is met name interessant voor wat betreft de tijd waarin Willem Procurator zelf leefde, de jaren na 1300. De kroniek loopt door tot 1332.

## Externe bron
- Marijke Gumbert-Hepp en Peter Gumbert (vertalers en verzorgers), Kroniek door Willem Procurator (2001), Verloren, Hilversum, ISBN 90-6550-662-4